# Ophiopsammus yoldii
Ophiopsammus yoldii är en ormstjärneart som först beskrevs av Christian Frederik Lütken 1856.  Ophiopsammus yoldii ingår i släktet Ophiopsammus och familjen Ophiodermatidae. Inga underarter finns listade i Catalogue of Life.